# Platyrrhinus albericoi
Platyrrhinus albericoi es una especie de murciélagos frugívoros que se encuentra en América del Sur.

## Taxonomía
Platyrrhinus albericoi fue descrito como una nueva especie en 2005 por Velazco. El holotipo había sido recogido en 2001 por Sergio Solari en el distrito de Paucartambo en Perú. El epónimo del nombre de la especie "albericoi" es Michael Alberico (1937-2005), quien "dedicó su carrera al estudio de los mamíferos colombianos".

## Descripción
Es un miembro grande de su género, con una longitud de antebrazo de 62–63 mm. Los individuos pesan entre 55 y 68 g. El pelaje de su espalda es marrón oscuro, mientras que el pelaje de su vientre es marrón más pálido. Tiene franjas blancas distintas que corren a lo largo de su cara, además de una franja blanca que corre por la mitad de su espalda.

## Rango y hábitat
P. albericoi se encuentra en los países sudamericanos de Bolivia, Colombia, Ecuador y Perú. Se ha documentado en un rango de elevaciones de 1,480 a 2,500 m sobre el nivel del mar. Se encuentra en hábitat forestal.